# Henrik Palme

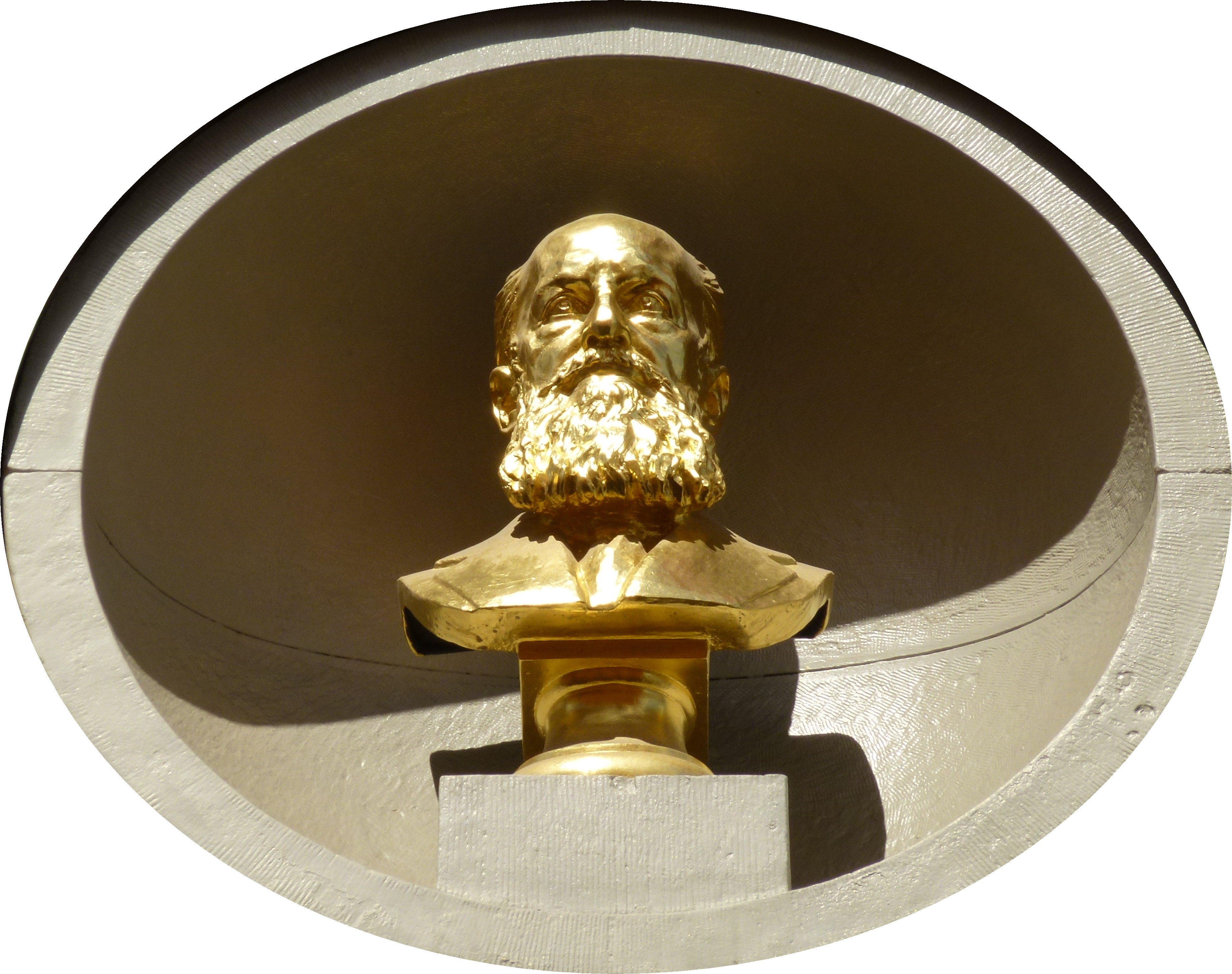
Palmes byst på Medelhavsmuseets fasad.

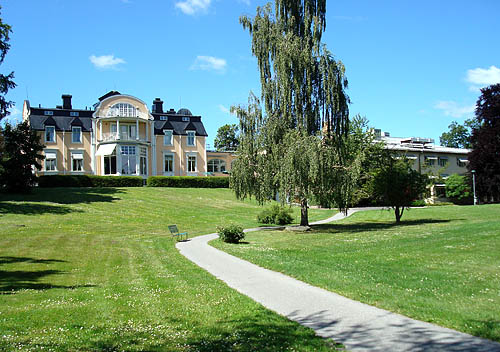
Svalnäs gård, Palmes bostad i Djursholm.

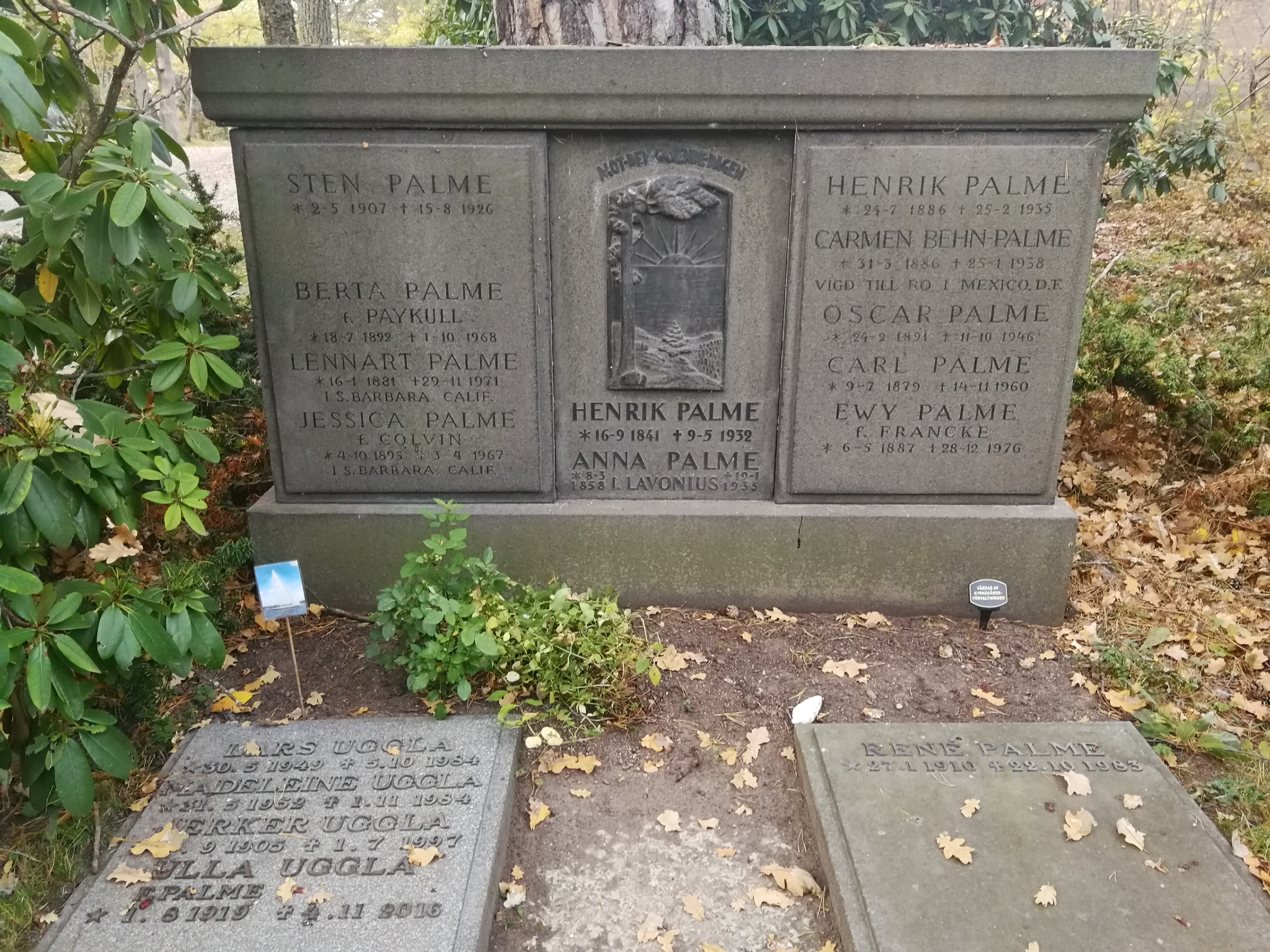
Henrik Palmes grav på Djursholms begravningsplats.

Johan Henrik Palme, född 16 september 1841 i Kalmar, död 9 maj 1932 i Merano, var en svensk bankdirektör, finansman och grundare av villaförstaden Djursholm.

## Liv och verk
Palme förlorade vid nio års ålder sin mor och placerades på internatskola. Redan som 15-åring avlade han studentexamen i Lund. Han reste till Stockholm och fick anställning vid Riksdagen som stenograf, trots att han ej kunde stenografera. Han skrev i klarskrift lika fort, som de andra stenograferna kunde stenografera.
Palme tog initiativet till Inteckningsbanken (Stockholms Intecknings Garanti AB), Östermalms Saluhall, Nationalekonomiska Föreningen, den smalspåriga Djursholmsbanan (som numera är en del av Roslagsbanan), samt flera andra projekt.
Efter att ha varit verksam som ämbetsman, ekonomisk debattör och affärsman reste Palme 1888 till USA. Här studerade han de Garden City-områden som hade börjat byggas. Åter i Sverige köpte Palme 1889 Djursholms gods (för 500 000 kronor) och bildade Djursholms AB tillsammans med hustrus svåger konsul Oscar Ekman, grosshandlaren Emil Egnell och bankiren Louis Fraenckel.  Planeringen för Djursholms villastad sattes genast igång. Industrialismen på 1890-talet gjorde att inflyttningen till Stockholms innerstad var enorm. Djursholm blev bland annat förebild för det 1891 av Knut Agathon Wallenberg grundade Saltsjöbaden. I ett prospekt för Djursholms villastad kunde man läsa: 
"Den ofta pinsamma känslan af tryck har hos mången storstadsbo framkallat önskan att kunna fly undan detsamma och denna önskan har i sin ordning gifvit upphof åt de talrika s.k. villastäder, hvilka särdeles under senaste årtionden uppstått kring nästan alla utlandets storstäder. När dessa villastäder äro ändamålsenligt ordnade, så kunna deras innevånare njuta af landtlifvets många behag och fördelar, utan att likväl behöfva sakna de beqvämligheter, som för stadsbon blifvit till vana och utan att vara aflägsnade från storstadens arbetstillfällen, nöjen och bildningsmedel."
Henrik Palme blev stamfar till månghövdade grenar av släkterna Palme och Lagercrantz; hans yngre halvbror Sven Palme blev stamfar till en annan månghövdad gren av släkten Palme. Han gifte sig 1878 med Anna Lavonius (1858-1935). Henrik fick en dotter och fyra söner, bland dem konstnären Carl Palme och företagsledaren Lennart Palme. Han var farfar till skådespelaren Ulf Palme och till svensk-mexikanske företagsledaren René Palme. Henrik Palme var morfar till företagsledaren Stig Lagercrantz och museimannen Bo Lagercrantz. Henrik och Anna Palme jämte söner vilar i Palmeska familjegraven på Djursholms begravningsplats strax till höger om porten till kapellet.
Han erhöll Frihetskorset av första klass 1918. Henrik Palme bodde fram till sin död 1932 i Djursholm, på Svalnäs gård (idag Blomsterfondens Gästhem Svalnäs).